# Tichosteus aequifacies
Tichosteus aequifacies es una especie dudosa del género extinto  Tichosteus  (“muro de heso”) de dinosaurio ornitópodo iguanodontiano que vivió a finales del período Jurásico, hace 150 millones de años, durante el Kimmeridgiense, en lo que es hoy Norteamérica. En 1878 Cope nombró a una segunda especie de Tichosteus, Tichosteus aequifacies. El nombre del género se deriva del griego teichos, "muro", y osteon, "hueso", refiriéndose al hecho de que las vértebras, aunque huecas por dentro, no tenía forámenes neumáticos laterales, las aberturas en los muros laterales donde los sacos aéreos invaden el hueso.  El nombre de esta especie se deriva del Latín aequus, "igual", y facies, "cara", en referencia a las extremidades más simétricas de las vértebras comparadas a las de T. lucasanus. El espécimen tipo, AMNH 5771, de nuevo consiste de dos vértebras.